# 阿斯巴赫-锡肯贝格
阿斯巴赫-锡肯贝格（德語：Asbach-Sickenberg，發音：[ˈasbax ˈzɪkn̩bɛʁk]）是德国图林根州艾希斯费尔德县的市镇，面积9.91平方千米，2023年12月31日人口为101人。